# Melanoseps loveridgei
Espèce
Melanoseps loveridgei est une espèce de sauriens de la famille des Scincidae.

## Répartition
Cette espèce se rencontre dans le nord-est de la Zambie et dans le sud de la Tanzanie.

## Étymologie
Cette espèce est nommée en l'honneur d'Arthur Loveridge.

## Publication originale
- Brygoo & Roux-Esteve, 1982 "1981" : Un genre de lézards scincines d'Afrique : Melanoseps. Bulletin du Muséum national d'Histoire naturelle 4e série, section A Zoologie, Biologie et Écologie animales, vol. 3, no 4, p. 1169-1191.